# Chapelle de Grévilly (Saint-Forgeux)
Ne doit pas être confondu avec Église Saint-Martin de Grevilly.

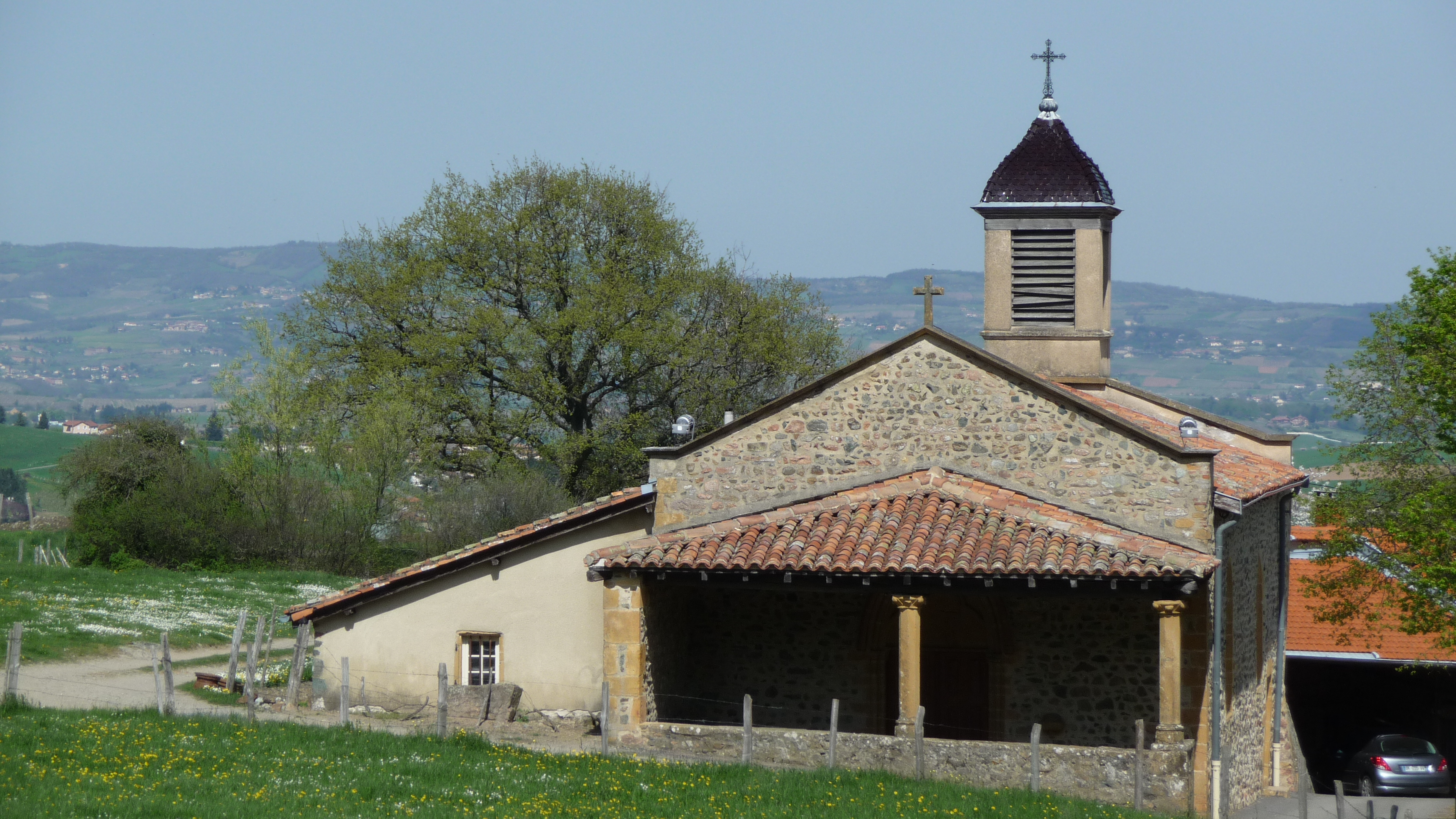
Saint-Forgeux - Chapelle de Grévilly

La chapelle de Grévilly, du nom du hameau du même nom, est implantée sur le territoire de la commune de Saint-Forgeux, à 539 mètres d'altitude.

## Historique
Édifice du XIe ou du XIIe siècle, bâti en un lieu-dit mentionné dès 950 sur l'atlas Demoumbour sous le vocable Grevillier puis sous le vocable grevilliacum sur des cartes vers 1100. Le lieu-dit est mentionné en 984 dans le cartulaire de Savigny (sous le vocable « in loco qui dicitur Griviliacus »).
Cette chapelle se transforma en un lieu de pèlerinage à la Vierge en 1322 (sur la demande du pape Jean XXII de dévotion à Notre-Dame-du-Mont-Carmel). De très nombreux ex-voto (en marbre, en toiles brodées ou peintes ou sur estampes) rappellent les périodes de grandes affluences (notamment lors de la guerre franco-prussienne de 1870-71 et pendant la Grande Guerre).
De 1983 à 1993 : la commune de Saint-Forgeux fait effectuer d'importants travaux de réhabilitation de la chapelle.

## Description
Cette chapelle dispose d'un clocher-mur avec sa galonnière. 
Elle a conservé son chœur de style roman orné de peintures médiévales. Ce chœur est de style roman, disposant de murs épais et d'une voûte en pierre probablement du Xe siècle. 
La nef, quant à elle, paraît avoir été reconstruite. On y admire sa charpente, faite d'un spectaculaire assemblage de troncs d’arbres. 

## Visite
La chapelle est ouverte chaque jour de l'année, de 9 heures à 17 heures.
À proximité de la chapelle, afin que les fidèles et les visiteurs puissent admirer le panorama qui s’offre à eux, une table d’orientation a été installée, pour permettre la découverte de nombreux clochers alentour, les monts d’Or, la métropole lyonnaise et, en toile de fond, les massifs du Jura et des Alpes.